# 유베이스
주식회사 유베이스(영어: UBASE)는 고객관리 서비스 기업이다. 콜센터 운영, 텔레마케팅 서비스, IT 인프라 구축 및 운영, 콘텐츠 모니터링, ASP 제공, 솔루션 개발, 그리고 인재 파견 등의 사업을 영위하고 있으며, 사모펀드 운용사인 어피니티 에쿼티 파트너스가 소유하고 있다.

## 역사
유베이스는 1998년 12월 18일 설립되었다.
2018년 12월 3800억 원에 어피니티에서 인수한 후, 볼트온 전략의 일환으로 2021년에는 넥서스커뮤니티를 2022년 한일네트웍스를 각각 161억 원, 1,030억 원에 인수하였으며 2023년에는 AI 기업 위고를 인수하였다.

### 내용주
1. ↑  전신인 삼보서비스의 설립일